# Bjældskovdal
Bjældskovdal er navnet på et  moseområde ca. 10 km vest for Silkeborg ved østsiden af Bølling Sø. Det er en højmose, og der har formentlig været gravet tørv i Bjældskovdal siden jernalderen, og i forbindelse med tørvegravning fandt man allerede i  1927 et moselig,  men det blev ødelagt af sammenskridende tørvejord, før det blev undersøgt. I 1938 fandt man Ellingpigen og i 1950 Tollundmanden. Tæt ved Tollundmandens findested fandt man også to træspader fra jernalderen, som formentlig er brugt til tørvegravning.

## Eksterne kilder og henvisninger
- Om mosen Arkiveret 7. februar 2013 hos  Wayback Machine på tollundmanden.dk
- Bjældskovdal i Den Store Danske på Lex.dk

56°9′53.41″N 9°23′31.9″Ø / 56.1648361°N 9.392194°Ø